# Maximizing the Audience
Maximizing the Audience és una peça musical del músic belga Wim Mertens publicada el 1984.
Mertens el va compondre per a l'obra teatral De Macht der Theaterlijke Dwaasheden (El poder de les bogeries teatrals) de Jan Fabre .
La cançó es va publicar en l'LP del mateix nom aquell mateix any, amb gran èxit.
A Catalunya. entre d'altres, la peça serveix de caràtula sonora al programa de Ràdio Sant Vicenç dels Horts Més que Cinema.

## Artistes col·laboradors
- Producció:
  - Wim Mertens
- Tècnic d'enregistrament
  - Werner Pensaert
- Músics
  - André Van Driessche (corna)
  - Dirk Descheemaeker (clarinet baix, clarinet, saxo soprano)
  - Geoffrey Mainart (violí )
  - Hans François (piano )
  - Ine Van Den Bergh veu )
  - Kris Van Severen (viola )
  - Marc Bonne (piano)
  - Minne Pauwels (veu)
  - Monique Laperre (violoncel )
  - Valerie Koolemans-beijnen (veu)
  - Wim Mertens (piano, veu)